# Hemeiuș
Hemeiuș est une commune roumaine située dans le județ de Bacău.